# Neolitsea undulatifolia
Neolitsea undulatifolia là loài thực vật có hoa trong họ Nguyệt quế. Loài này được (H. Lév.) C.K. Allen miêu tả khoa học đầu tiên năm 1936.